# 颜薇恩
颜薇恩（英文 : Gan Mei Yan，1984年6月9日—），出生于马来西亚八打灵再也，是马来西亚女艺人，身兼中文电台MY的节目主持人，演员、电视節目主持人、活动主持人和品牌代言人。近几年颜薇恩频频参与影视演出，包括电影《分贝人生》、《四个愚夫之金玉满堂》、《阿炳：马到成功》等等。

## 电台主持
| 節目名稱     | 频道              | 時間                           | 主持人                 |
| ------------ | ----------------- | ------------------------------ | ---------------------- |
| 《阳光灿烂》 | MY (马来西亚电台) | 每逢星期一到星期五下6am – 10am | 林德荣、颜薇恩、曾耀祖 |

## 简介

### 事業發展
颜薇恩（原名颜美欣）毕业于拉曼大学学院媒体研究系。她於19岁在马来西亚Astro华丽台的节目《分秒大激战》中被选为主持人，也因此而出道。2005年她成为了马来西亚Astro收听率第一中文电台MY的主持人。颜薇恩负责在MY主持早晨6点至10点的节目，名为《MY–阳光灿烂》。她目前也是MY的一线女主持人，家喻户晓的电台主持人。《MY–阳光灿烂》是马来西亚最火红的华语电台节目，其中节目荣获第一的原因也是因为颜薇恩的创意和本身动听又伶俐的声音。 除了电台以外，颜薇恩也有主持晚宴、艺人宣传、艺人粉丝见面会、直播、演唱会、记者会和一些其他活动等。她如今也是位具有影响力的网红，Instagram拥有着大约15萬个追踪者，而脸书上也有高达43萬个点赞数。她热爱分享一些生活上的点滴，也经常在社交媒体上与粉丝们交流互动。 
2010年，颜薇恩獲得在馬來西亞导演周青元的青睞，參演导演首部自製電影《大日子》，表現可圈可點。2011年，她獲得更多的邀約表演機會，參演多部本地电影，如《笑詠春》、《天天好天》、《阿炳：心想事成》、《行X踏錯》、《靈聽》等等。同時，颜薇恩也獲得很多廣告商的青睞，接拍了不少亮眼的廣告与代言作品。

### 感情
颜薇恩与李国菄（Eddie）相恋，并于2013年5月13日正式结婚，目前是两名孩子的母亲，儿子名为李承祖 (Joe Lee)，女儿名为李承芯。

## 影视作品

### 電影
| 上映年份 | 片名               | 角色     | 导演   | 備註                               |
| 2010     | 大日子             | 阿莲     | 周青云 |                                    |
| 2011     | 笑咏春             | Mary     | 蔡力   |                                    |
| 2011     | 天天好天           | 阿莲     | 周青云 |                                    |
| 2012     | 阿炳：心想事成     | 阿莲     | 钟小华 |                                    |
| 2012     | 行X踏错            | 妹妹     | 游达志 |                                    |
| 2012     | 灵听               | 佳丽     | 陈定安 |                                    |
| 2013     | 皇宫灿烂           | 如花     | 钟小华 |                                    |
| 2013     | 德士当家           | Regina   | 孙立人 |                                    |
| 2014     | Balistik           | 阿莲     | 钟小华 | 马来文电影                         |
| 2014     | 吉龙波             | 阿云     | 钟小华 |                                    |
| 2014     | 阿炳：马到成功     | 阿莲     | 钟小华 |                                    |
| 2016     | 四个愚夫之金玉满堂 | 巧瑜     | 钟小华 |                                    |
| 2017     | 分贝人生           | 小川     | 陈胜吉 |                                    |
| 2020     | 财神2020           | 运财童子 | 陈立谦 |                                    |
| 2022     | 姜味关系           |          | 陈立谦 |                                    |
| 2023     | 发财联盟           | 红姐     | 赖健雄 |                                    |
| 2024     | 默杀               |          | 柯汶利 | 中国大陆电影，取景来自马来西亚槟城 |

### 網劇
| 首播年份 | 名称       | 角色       | 导演   | 備註     |
| 2021     | 月老便利店 | 张子庭表姐 | 陈立谦 | XUAN出品 |

### 節目主持
| 年份      | 節目                | 備註                       |
| 2004      | Running Out of Time | 华语版本的极速前进         |
| 2005      | ASTRO Talent Quest  | 唱歌比赛节目               |
| 2006-2007 | Go Go 时尚          | 關于如何变得时尚的一档节目 |
| 2008      | 美警出差，要你好看  | 帮素人改头换面的一档节目   |
| 2008-2013 | ASTRO ON DEMAND     | 介绍香港影视作品           |
| 2008-2009 | Battle Ground       | 街舞比赛节目               |
| 2012      | 国际华裔小姐        | 选美比赛节目               |
| 2016      | Super Comedian      | 搞笑之王比赛节目           |
| 2017-2018 | ASTRO Go Shop       | 薇恩秀                     |

## 外部連結
- 颜薇恩的Facebook專頁
- 颜薇恩的Instagram帳戶
- 颜薇恩在互聯網電影數據庫（IMDb）
- YouTube上的颜薇恩頻道